# 테무르 카파제
테무르 토히로비치 카파제(우즈베크어: Temur Tohirovich Kapadze, 러시아어: Тиму́р Тахи́рович Капа́дзе 티무르 타히로비치 카파제[*], 조지아어:  თემურ თაჰირის ძე კაპაძე 테무르 타히리스 제 카파제, 1981년 9월 5일~)는 우즈베키스탄의 축구 선수 출신 축구 지도자이다. 선수 시절 포지션은 미드필더였으며 현재 우즈베키스탄 국가대표팀의 감독직을 맡고 있다. 
우즈베키스탄 리그의 프로 선수와 우즈베키스탄 국가대표 선수로 활동했고 2011년 K리그의 인천 유나이티드 FC에서 카파제라는 등록명으로 활동했다. 2025년 기준으로 FIFA 센추리클럽에 가입되어 있는 5명의 우즈베키스탄 선수 중 한 명이며 2025년 우즈베키스탄 대표팀의 감독으로 활동하며 대표팀 역사상 첫 번째 FIFA 월드컵 본선 진출에 기여했다. 

## 어린 시절
테무르 카파제는 1981년 9월 5일 우즈베크 소비에트 사회주의 공화국의 페르가나에서 축구 지도자로 활동하던 타히르 카파제의 아들로 태어났다. 카파제 가문은 메스헤티 튀르크인으로 제2차 세계 대전 시기에 소련에 의해 중앙아시아로 강제이주당한 조지아계 튀르키예인이기도 했다. 그의 조지아어 이름은 테무르 타히리스 제 카파제(조지아어:  თემურ თაჰირის ძე კაპაძე)이다.

## 구단 경력

### 네프치 페르가나
1998년 고향 페르가나를 연고로 둔 축구팀인 네프치 페르가나에서 선수 생활을 시작한 뒤 2001년까지 활동하며 리그 1회 우승(2001) 및 3연속 준우승(1998, 1999, 2000), 우즈베키스탄컵 2회 준우승(1998, 2001) 및 2연속 4강 진출(1999, 2000) 등에 일조했다.

### 파흐타코르 타슈켄트
2001 시즌 종료 후 파흐타코르 타슈켄트로 이적하여 2007 시즌까지 팀의 주축 미드필더로 활약하며 리그 6연패(2002~2007), 우즈베키스탄컵 6연패(2002~2007), 2회 연속 AFC 챔피언스리그 엘리트 4강 진출(2002-03, 2004), 2007년 CIS컵 우승 등에 기여하여 팀의 전성기를 이끌었다.

### FC 부뇨드코르
파흐타코르 타슈켄트의 전성기를 이끈 뒤 2008 시즌을 앞두고 FC 부뇨드코르로 트레이드되어 2010 시즌까지 활약하며 리그 3연패(2008~2010), 우즈베키스탄컵 2회 우승(2008, 2010) 및 1회 준우승(2009), 2008년 AFC 챔피언스리그 4강, 2009년 AFC 챔피언스리그 8강 진출 등에 일조했다.

### 인천 유나이티드
2011 시즌을 앞두고 당시 허정무 감독이 이끌던 대한민국 K리그1의 인천 유나이티드로 이적한 뒤 3월 5일 김천 상무와의 2011년 K리그 개막전에서 한국 무대에서의 데뷔전을 치렀다.
그 후 2011 시즌 리그에서 28경기 4골·5어시스트의 준수한 성적을 기록했지만 이후 설기현, 김남일, 네이선 번즈가 차례대로 영입이 되면서 주전 경쟁에서 밀렸고 결국 2011 시즌을 끝으로 인천과의 계약을 해지했다.

### 샤르자 FC
인천 유나이티드를 떠난 뒤 2011-12 시즌이 한창 진행 중이던 2012년 1월 UAE 프로리그의 샤르자 FC로 이적하였으나 리그 9경기 출장에 그쳤을 뿐 단 1골도 기록하지 못했다.

### FC 악퇴베
2012년 6월 우즈베키스탄 대표팀 동료인 알렉산드르 게인리흐와 함께 카자흐스탄 프리미어리그의 FC 악퇴베로 트레이드되며 데뷔 후 처음으로 유럽 리그로 진출하여 2014 시즌까지 활동하면서 2012 시즌 리그 3위, 2013 시즌 리그 우승, 2014 시즌 리그 준우승, 2014 시즌 카자흐스탄컵 준우승, 2회 연속 카자흐스탄컵 4강 진출(2012, 2013) 등의 성과를 거두었다.

### 로코모티프 타슈켄트
2015년 새해 첫 날 로코모티프 타슈켄트로의 이적을 통해 5년만에 자국 리그로 복귀한 뒤 2017 시즌까지 활약하며 2015 시즌 우즈베키스탄 슈퍼컵 우승, 2015 시즌 리그 준우승, 2회 연속 리그 우승(2016, 2017), 우즈베키스탄컵 2연속 제패(2016, 2017) 및 2015 시즌 우즈베키스탄컵 4강 진출 등에 이바지한 뒤 친정팀인 부뇨드코르와의 2017 시즌 우즈베키스탄컵 결승전을 끝으로 19년간의 선수 생활을 마무리했다.

## 국가대표팀 경력

### 우즈베키스탄 A대표팀
2002년에 우즈베키스탄 A대표팀에 처음 소집된 이후 같은 해 5월 14일 슬로바키아와의 친선 경기에서 국제 A매치 데뷔전을 치른 뒤 2003년 11월 17일 같은 중앙아시아팀인 타지키스탄과의 2004년 AFC 아시안컵 예선 A조 4차전에서 A매치 데뷔골을 기록하면서 팀의 4-1 승리에 기여했다.
이후 2015년 국가대표팀 유니폼을 반납할 때까지 A매치 통산 119경기 10골을 터뜨리며 AFC 아시안컵 4회 연속 토너먼트 진출을 이끌었고 특히 2011년 AFC 아시안컵 본선 5경기에 모두 선발로 출전하며 우즈베키스탄의 메이저 대회 사상 첫 4강 진출 및 역대 최고 성적에 기여했으며 2014년 FIFA 월드컵 아시아 지역 예선에도 출전하여 8년만의 월드컵 지역 예선 플레이오프 진출에 이바지했지만 플레이오프에서 요르단에 발목이 잡혀 사상 첫 월드컵 본선 진출에는 실패했다.

## 지도자 경력

### 우즈베키스탄 A대표팀 1기
선수 은퇴 직후 2018년 2월 우즈베키스탄 A대표팀의 감독 대행으로 본격적인 지도자 커리어를 시작한 이후 5번의 A매치 경기에서 2무 3패를 기록했고 엑토르 쿠페르가 2019년 우즈베키스탄 A대표팀 감독으로 선임되면서 코치직으로 복귀했다.

### 올림피크 타슈켄트
2024년 하계 올림픽 3년 전인 2021년 이 대회를 겨냥한 프로젝트팀이자 창단팀인 올림피크 타슈켄트의 초대 사령탑으로 부임하자마자 2021 시즌 우즈베키스탄 프로리그에서 팀을 리그 3위 및 차기 시즌 슈퍼리그 승격을 이끌어내며 정식 사령탑으로서의 첫 시즌을 성공적으로 마쳤다.

### 우즈베키스탄 U-23 대표팀
올림피크 타슈켄트 감독직을 맡고 있던 도중 자국에서 열린 2022년 AFC U-23 아시안컵 본선을 앞두고 우즈베키스탄 U-23 대표팀의 감독직에 선임되며 올림피크 타슈켄트와 U-23 대표팀의 감독직을 겸하여 맡게 되었다.
이후 2022년 AFC U-23 아시안컵 본선에서 상비군팀인 13명의 올림피크 타슈켄트 선수를 포함한 21명의 우즈베키스탄 슈퍼리그 소속 선수들과 2명의 유럽파(카자흐스탄 프리미어리그) 등 23명의 엔트리로 출전하여 4년만의 결승 진출과 사상 첫 준우승을 이끌었다.
그로부터 1년 뒤에 열린 2022년 아시안 게임에서도 우즈베키스탄 U-23 대표팀을 이끌며 비록 대한민국에게 4강전에서 석패하며 29년만의 아시안 게임 금메달 도전에 실패했으나 C조 조별리그 상대였던 홍콩과의 동메달 결정전에서 4-0의 완승을 거두며 29년만의 아시안 게임 메달 획득을 이끌었다.
그리고 또 다시 이듬해에 열린 2024년 AFC U-23 아시안컵에서도 6경기 5승 1패의 성적으로 팀의 2회 연속 U-23 아시안컵 준우승과 더불어 우즈베키스탄 축구 역사상 첫 올림픽 본선 진출을 이끌었다.

### 우즈베키스탄 A대표팀 2기
2025년 1월 23일 건강상의 이유로 자진 사임한 스레치코 카타네츠 전임 우즈베키스탄 A대표팀 감독의 후임 사령탑으로 부임한 이후 나흘 후에 열린 요르단과의 친선 경기에서 우즈벡 A대표팀 사령탑 데뷔전을 치른 뒤 3월 25일 같은 중앙아시아팀인 키르기스스탄과의 2026년 FIFA 월드컵 아시아 지역 3차 예선 A조 7차전 홈 경기에서 우즈벡 A대표팀 사령탑 부임 이후 첫 국제 대회 데뷔전을 치르며 우즈베키스탄의 사상 첫 월드컵 본선 진출을 이끌었다.

## 경력 통계

### 국가대표팀 득점 기록
| # | 일자             | 장소                    | 상대           | 득점  | 결과  | 대회                                |
| - | ---------------- | ----------------------- | -------------- | ----- | ----- | ----------------------------------- |
| 1 | 2003년 11월 17일 | 태국 방콕               | 타지키스탄     | 3 - 0 | 4 - 1 | 2004년 AFC 아시안컵 예선            |
| 2 | 2007년 7월 14일  | 말레이시아 쿠알라룸푸르 | 말레이시아     | 2 - 0 | 5 - 0 | 2007년 AFC 아시안컵                 |
| 3 | 2007년 7월 18일  | 말레이시아 샤알람       | 중화인민공화국 | 2 - 0 | 3 - 0 | 2007년 AFC 아시안컵                 |
| 4 | 2007년 10월 13일 | 우즈베키스탄 타슈켄트   | 대만           | 3 - 0 | 9 - 0 | 2010년 FIFA 월드컵 아시아 지역 예선 |
| 5 | 2008년 3월 26일  | 우즈베키스탄 타슈켄트   | 사우디아라비아 | 1 - 0 | 3 - 0 | 2010년 FIFA 월드컵 아시아 지역 예선 |
| 6 | 2008년 6월 2일   | 싱가포르                | 싱가포르       | 1 - 0 | 7 - 2 | 2010년 FIFA 월드컵 아시아 지역 예선 |
| 7 | 2009년 11월 18일 | 말레이시아 프탈링자야   | 말레이시아     | 3 - 1 | 3 - 1 | 2011년 AFC 아시안컵 예선            |

## 대회 성적

### 클럽 (선수)
네프치 페르가나
- 우즈베키스탄 슈퍼리그 : 우승 (2001), 준우승 (1998, 1999, 2000)
- 우즈베키스탄컵 : 준우승 (1998, 2001), 4강 (1999, 2000)

파흐타코르 타슈켄트
- 우즈베키스탄 슈퍼리그 : 우승 (2002, 2003, 2004, 2005, 2006, 2007)
- 우즈베키스탄컵 : 우승 (2002, 2003, 2004, 2005, 2006, 2007)
- AFC 챔피언스리그 엘리트 : 4강 (2002-03, 2004)
- CIS컵 : 우승 (2007)

FC 부뇨드코르
- 우즈베키스탄 슈퍼리그 : 우승 (2008, 2009, 2010)
- 우즈베키스탄컵 : 우승 (2008, 2010), 준우승 (2009)
- AFC 챔피언스리그 엘리트 : 4강 (2008)

 FC 악퇴베
- 카자흐스탄 프리미어리그 : 우승 (2013), 준우승 (2014), 3위 (2012)
- 카자흐스탄컵 : 준우승 (2014), 4강 (2012, 2013)

로코모티프 타슈켄트
- 우즈베키스탄 슈퍼리그 : 우승 (2016, 2017), 준우승 (2015)
- 우즈베키스탄컵 : 우승 (2016, 2017), 4강 (2015)
- 우즈베키스탄 슈퍼컵 : 우승 (2015)

### 국가대표팀 (선수)
우즈베키스탄
- AFC 아시안컵 : 4위 (2011)

### 클럽 (지도자)
올림피크 타슈켄트
- 우즈베키스탄 프로리그 : 3위 (2021)

### 국가대표팀 (지도자)
우즈베키스탄 U-23
- AFC U-23 아시안컵 : 준우승 (2022, 2024)
- 아시안 게임 : 동메달 (2022)

## 같이 보기
- A매치 100경기 이상 출전한 축구 선수 명단